# Монтоссаарі
Монтосса́рі (рос. Монтоссари, фін. Montosaari) — невеликий острів у Ладозькому озері. Належить до групи Західних Ладозьких шхер. Територіально належить до Лахденпохського району Карелії, Росія.
Витягнутий із заходу на схід. Довжина 5,2 км, ширина 2 км.
Розташований в затоці Лехмалахті, на південь від острова Кільпола. Острів височинний, південний берег скелястий, найвища точка — 67 м в центрі. Багато дрібних озер та струмків, є болота. Майже весь вкритий лісами.